# Carles Sabater i Hernàndez
Carles Sabater i Hernàndez (n. 21 septembrie 1962, Barcelona, Catalonia, Spania – d. 13 februarie 1999, Vilafranca del Penedès, Catalonia, Spania) a fost un compozitor, cântăreț și actor catalan membru al grupul muzical Sau format în Vic în 1987 Barcelona în comarca Osona.